# Robert Adair
Robert Kemp Adair (Fort Wayne, 14 de agosto de 1924-Hamden, 28 de septiembre de 2020) fue un físico estadounidense. Fue de profesor emérito Sterling de física en la Universidad Yale.

## Biografía
Sirvió como voluntario en la Segunda Guerra Mundial y recibió el Corazón Púrpura y la estrella de Bronce. Después de obtener un doctorado en física nuclear experimental por la Universidad de Wisconsin, trabajó en el Laboratorio Nacional Brookhaven (BNL) en Long Island. En 1959 se incorporó a la Universidad Yale, donde ocupó el cargo de presidente del Departamento de Física y director de la División de Ciencias Físicas. Fue elegido miembro de la Academia Nacional de Ciencias en 1976, donde se desempeñó como presidente de la sección de física de 1986 a 1989 y presidente de la promoción de cencias físicas de 1991 a 1994. Fue elegido miembro de la Academia Estadounidense de Artes y Ciencias en 1997, después de una distinguida carrera en, entre muchos otros subcampos de la física, la física de interacción débil (Kaon) en el Sincrotrón de gradiente alterno (AGS) en BNL.
Posteriormente, en su jubilación, estudió los efectos de los campos electromagnéticos de frecuencia extremadamente baja (débil) en la salud humana y, entre otras responsabilidades, formó parte del Comité de la Sociedad Estadounidense de Física (APS) establecido para investigar la Declaración de la APS sobre el Calentamiento Global en 2007. Falleció en septiembre de 2020 a la edad de 96 años.

## Otras actividades
También era conocido por ser autor de La física del béisbol, así como de un artículo titulado The Crack of the Bat: The Acoustics of the Bat Hitting the Ball. Sus estudios sobre el béisbol surgieron de una solicitud del expresidente de Yale, A. Bartlett Giamatti, para caracterizar mejor la importancia científica de tapar un bate con corcho, mojar una pelota y otras prácticas similares establecidas en el béisbol.
Muchos de los experimentos de mesa que proporcionaron los hechos de observación que formaron la base de las conclusiones de Adair sobre la física del béisbol fueron realizados por su veterano experto en laboratorio técnico dentro del Departamento de Física del BNL, Richard Larsen, quien también contribuyó significativamente a gran parte de los experimentos de Adair.
Otra publicación de Adair es El gran diseño: partículas, campos y creación.